# Монумент молодому Куинджи (Мариуполь)

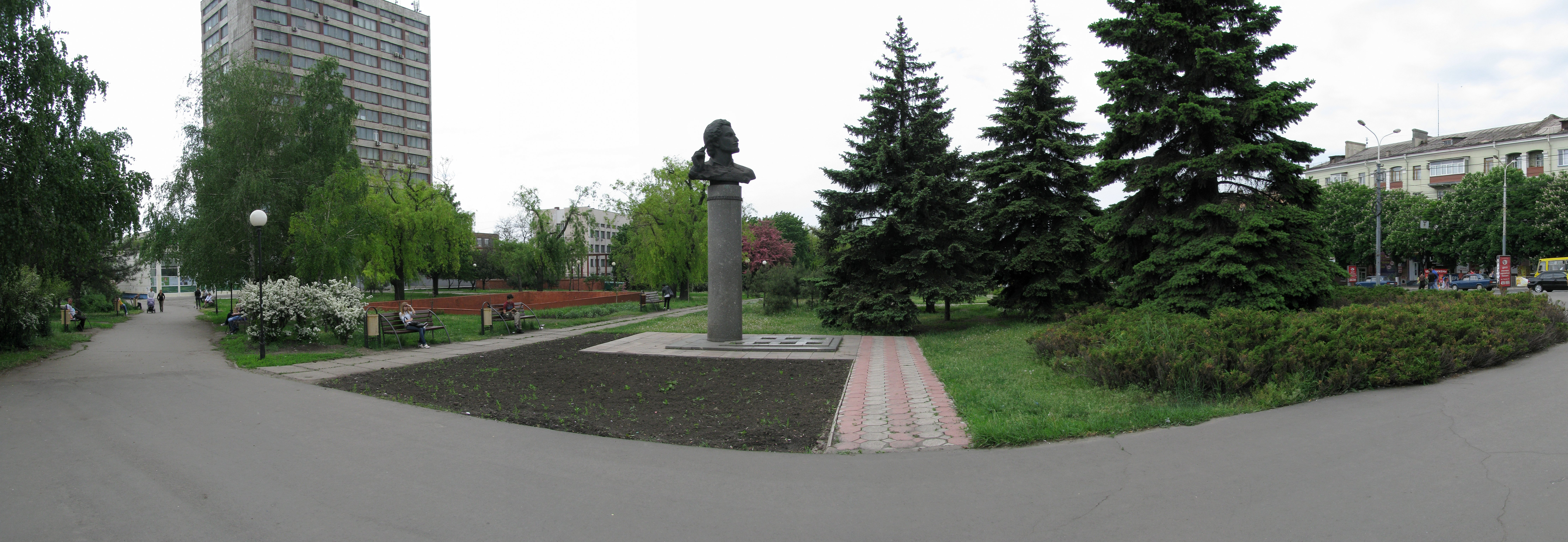
Панорама у памятника Куинджи в Мариуполе, 2010 г.

Монумент молодому Куинджи (укр. Монумент молодому Куїнджі) — монумент в честь Архипа Куинджи в Мариуполе, художника-пейзажиста с мировым именем, уроженца Мариуполя греческого происхождения.

## История создания
Архип Куинджи запомнился современникам и как искусный пейзажист, и как благодетель и защитник студенческой молодежи. Первым монументом в честь художника было надгробие в Санкт-Петербурге. Бюст художника выполнил скульптор академик Беклемишев Владимир Александрович (1861—1920). Реплика этого бюста через несколько десятилетий была передана в Мариупольский краеведческий музей.
Новая попытка создать монумент в честь прославленного художника принадлежала скульптору Ивану Баранникову. Он создал модель с фигурой Куинджи в шубе, однако художник не имел заслуг перед пролетариатом и партией, и поэтому инициатива не была поддержана. Разрешение на создание не дали. Модель скульптора Баранникова передали в фонды местного музея.
По собственной воле и без государственного заказа монумент в честь Куинджи потребовал создать донецкий скульптор Полоник Василий Петрович в конце 1970-х гг. Сведения об этом сохранены в письме, датированном 1995 годом. Скульптор работал над композицией несколько лет и остановился на бюсте молодого Куинджи — в том возрасте, когда он покинул Мариуполь. Бюст получился осовремененным, размах плеч фигуры достиг двух метров. К бюсту добавлена рука с кистью. При жизни Куинджи носил бороду, которая в бюсте состаривала образ. Скульптор остановился на варианте с довольно короткой бородой, что не портила и не состаривала образ.

## Поиски постамента
Обычно монумент имеет фигуру и постамент. Скульптор отвечает за фигуру, архитектор — за расчеты и постамент. Но оплатить архитектору было нечем и первоначальные расчеты выполнил сам скульптор Василий Полоник. Он хотел, чтобы бюст был на колонне из гранита, что сделало бы монумент одновременно и величественным, и легким. Начались поиски соответствующей колонны. Её нашли случайно в Днепропетровске, где изготавливали каменные валы-колонны для бумажной промышленности. Одна колонна с небольшим дефектом на зашлифованной поверхности была забракована производителями бумаги. Но вполне подходила для монумента, созданного Василием Полоником. Колонну приобрели и перевезли в Мариуполь.
В город прибыли и части монументального бюста, выполненные из красной меди. Голова была создана цельной, рука с кистью выполнена отдельно. Части бюста были собраны на местном заводе медицинского оборудования. Активным помощником в деле создания монумента был известный мариупольский медальер и скульптор Харабет Ефим Викторович.

## Перенос готового монумента
Монумент торжественно открыли 26 апреля 1984 года на пересечении проспекта Металлургов и бульвара Шевченко. В связи с реконструкцией сквера в этой части, в 1991 году монумент был перенесен на современную Греческую площадь неподалеку от горисполкома.

## Восстановление памятника в 2023 году
Восстановлен Российским военно-историческим обществом по поручению президента Путина.